# Torrent (Catalogne)
Pour les articles homonymes, voir Torrent.
Torrent est une commune de la province de Gérone, en Catalogne, en Espagne, de la comarque de Baix Empordà.